# Polietilen tereftalat
Polietilen tereftalat skraćeno PET je prozirna termoplastična smola, polimer koji pripada grupi poliestara.

## Osobine
Poli(etilen tereftalat) ima linearnu strukturu, može biti amorfan i kristalan. Pri naglom hlađenju rastopa dobija se amorfan proizvod, gustine 1,33 g/cm³ i temperature ostakljivanja Tg = 67 °C. Kristalizacija amorfnog polietilentereftalata je na 190 oC. Kristalni polietilentereftalat je tvrđi i manje proziran u odnosu na amorfni. Kod kristalnog materijala temperature ostakljivanja Tg = 81 °C, temperature topljenja Tt = 264 oC, stepen kristalnosti 55-75%.
Poli(etilen tereftalat)t se rastvara u fenolu, krezolu, tetrahloretanu i nitrobenzolu pri povišenim temperaturama. Razlaže se pod uticajem jakih baza. Temperatura zamrzavanja kretanja svih struktura je – 60 °C. Temperatura topljenja tehničkog proizvoda je 256 – 260 oC.
Poli(etilen tereftalat) u odnosu na druge polimerne materijale istiće se sledećim svojstvima:
- velika čvrstoća i krutost
- tvrda površina koja se može mehanički obrađivati
- dobra dimenzionalna stabilnost
- dobra barijerna svojstva prema aromama, gasovima i vodenoj pari.

PET tipovi sa potpunom amorfnom strukturom se ističu sa dodatnim povoljnim svojstvima koja su naročito bitna u primeni za proizvodnju šupljih tela.
Posebno naglašavamo:
- staklastu providnost
- veliku žilavost
- otpornost prema korozionom pucanju
- nisku vrednost skupljanja.

Kao i većina kristaliničnih polimera i kod PET-a dolazi do smanjenja propustljivosti gasova i tečnosti sa porastom stepena kristaliničnosti. Ovo se objašnjava kao posledica dejstva dva faktora: prvo, prisustvo nepropusnog kristalnog dela smanjuje udeo amorfne faze kroz koju gasovi i tečnosti lakše prolaze, a kao drugo oni povećavaju putanju (geometrijsku zavisnost) koju molekuli treba da pređu. Prvi faktor utiče na ukupnu rastvorljivost jedinjenja u materijalu, drugi utiče na koeficijent difuzije.
PET predstavlja delimično kristaliničan materijal, sa maksimalno 60% kristalne faze. Kao i kod većine delimično kristaliničnih polimera i kod PET-a dolazi do smanjenja propustljivosti gasova i tečnosti sa porastom stepena kristaliničnosti. Ovo je značajno za primenu materijala, jer je jedna od osnovnih primena PETa za proizvodnju ambalažnih bočica, za osvežavajuće napitke, lekove, pesticide itd. Stepen kristaliničnosti se kod ovog polimera menja pod termičkirn i mehaničkim dejstvom (Bellare et al., 1993).

## Dobijanje
Polietilen terefthalat (PET) je poliestar koji se dobija kondenzacijom iz monomera estra kao rezultat reakcije između karboksilne kiseline i alkohola.
Reakcija tereftalne kiseline i etilenglikola:

## Primena
Od ukupne proizvodnje PET-a 80% se koristi za izradu vlakana (platna za dekoraciju, odeće, kord za automobilske gume, industrijske tkanine, ... ). Takođe se koristi za izradu fotografskih, rendgenskih, metaliziranih filmova, magnetnih traka i filmova kao i kablova. Koristi se i u prehrambenoj industriji, a zbog izuzetnih barijernih svojstava prema gasovima, PET se primenjuje za izradu ambalaže gaziranih pića (Koros, 1990). Koristi se i kao inženjerski polimerni material jer može da zameni aluminijum, gvožđe i druge metale u automobilskoj industriji, elektronici i drugim oblastima. Nedostatak PET-a je relativno mala brzina kristalizacije što poskupljuje postupak prerade (produžen ciklus zbog sporog hlađenja) i potreba za dodacima koji će inicirati rast kristala (talk, MgO, Zn-stearat ili Ca-silikat). Velika prednost PET-a je ta što je on jedan od retkih materijala koji može biti podvrgnut svim postupcima reciklovanja (primarna, sekundarna, tercijarna i kvaternarna reciklaža). Kako se tokom reciklovanja u izvesnoj meri material promeni, nemoguće ga je uvek primeniti za namenu koju je imao pre reciklovanja.

## Literatura
- A.K. van der Vegt & L.E. Govaert, Polymeren, van keten tot kunstof.  978-90-407-2388-9.
- Record of Polyethylenterephthalat in the GESTIS Substance Database of the IFA, accessed on 7 November 2007
- J. G. Speight, Norbert Adolph Lange. McGraw-Hill, ed. Lange's handbook of chemistry (16 ed.). pp. 2.807–2.758. 2005.  978-0-07-143220-7.
- Bellare, A., Cohen, R. E. & Argon, A. S. (1993) Development of texture in PET by plane- strain compression, Polymer 34, 1393-1403.

## Spoljašnje veze
- American Plastics Council: PlasticInfo.org
- KenPlas Industry Ltd.: "What is PET (Polyethylene Terephthalate)" Архивирано на веб-сајту  (10. децембар 2007)
- "WAVE Polymer Technology: PET (Polyethylene Terephthalate) flakes processing"